# Museo Arqueológico de Palepafos
El Museo Arqueológico de Palepafos (en griego: Τοπικό Αρχαιολογικό Μουσείο Παλαιπάφου) es un museo arqueológico de ámbito local situado en la localidad de Kuklia, en el distrito de Pafos de Chipre.  
El museo está ubicado en una mansión medieval que perteneció a la familia de los Lusignan. Alberga una serie de objetos arqueológicos que permiten exponer la historia del importante santuario de Afrodita que estuvo ubicado en el área y que abarca una cronología comprendida entre la Edad del Bronce y la época romana. También se conservan objetos hallados en necrópolis de la zona y otras piezas de la época bizantina y de la Edad Media. 
En la exposición se hallan elementos arquitectónicos, herramientas, recipientes de cerámica, objetos de vidrio y de metal, mosaicos, estatuas, inscripciones y joyas. También hay dos cañones venecianos y algunos objetos relacionados con la producción de azúcar. Una pieza singular es una piedra icónica que se veneraba en el santuario de Afrodita.

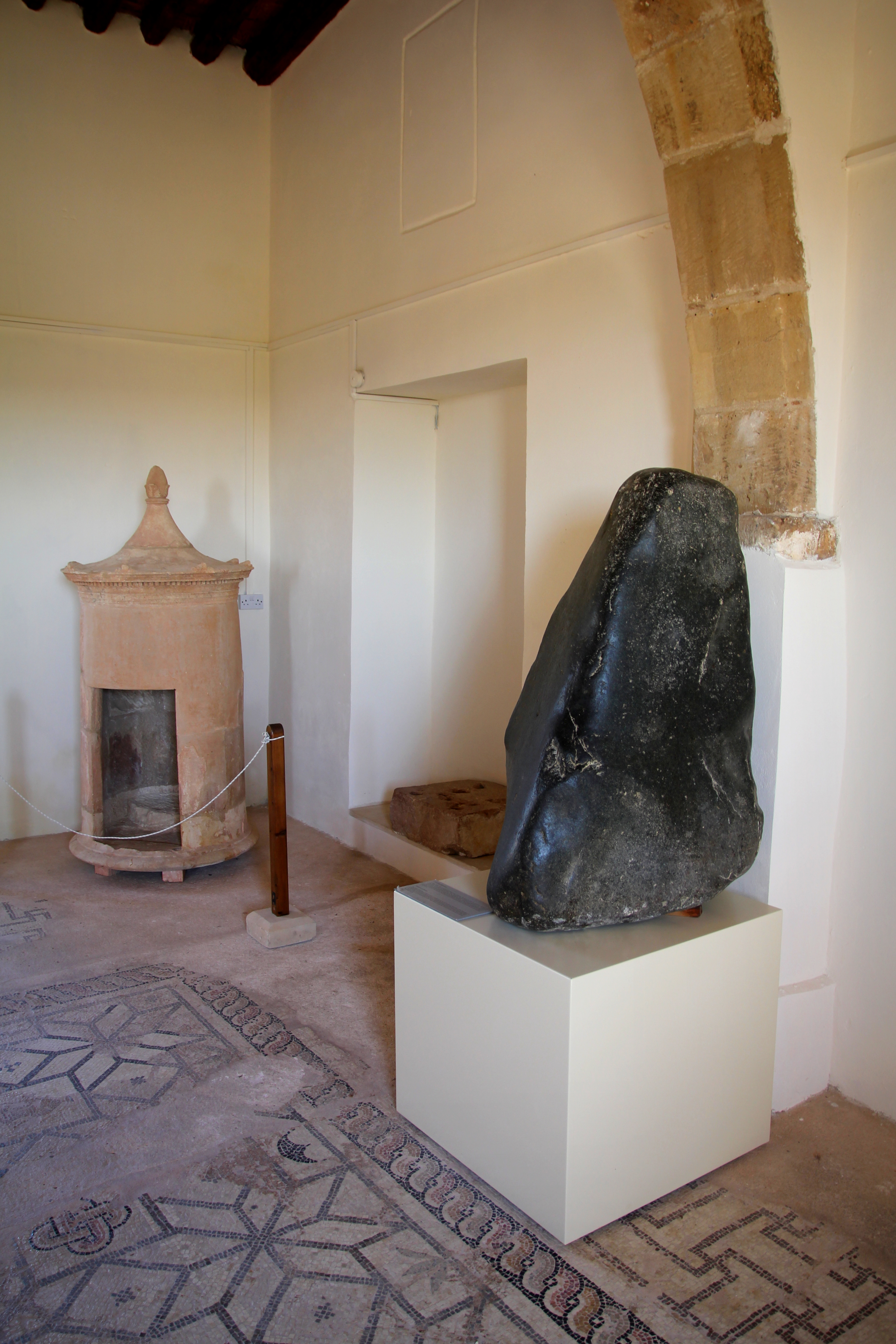
Piedra icónica que simbolizaba a Afrodita en el santuario de Palepafos
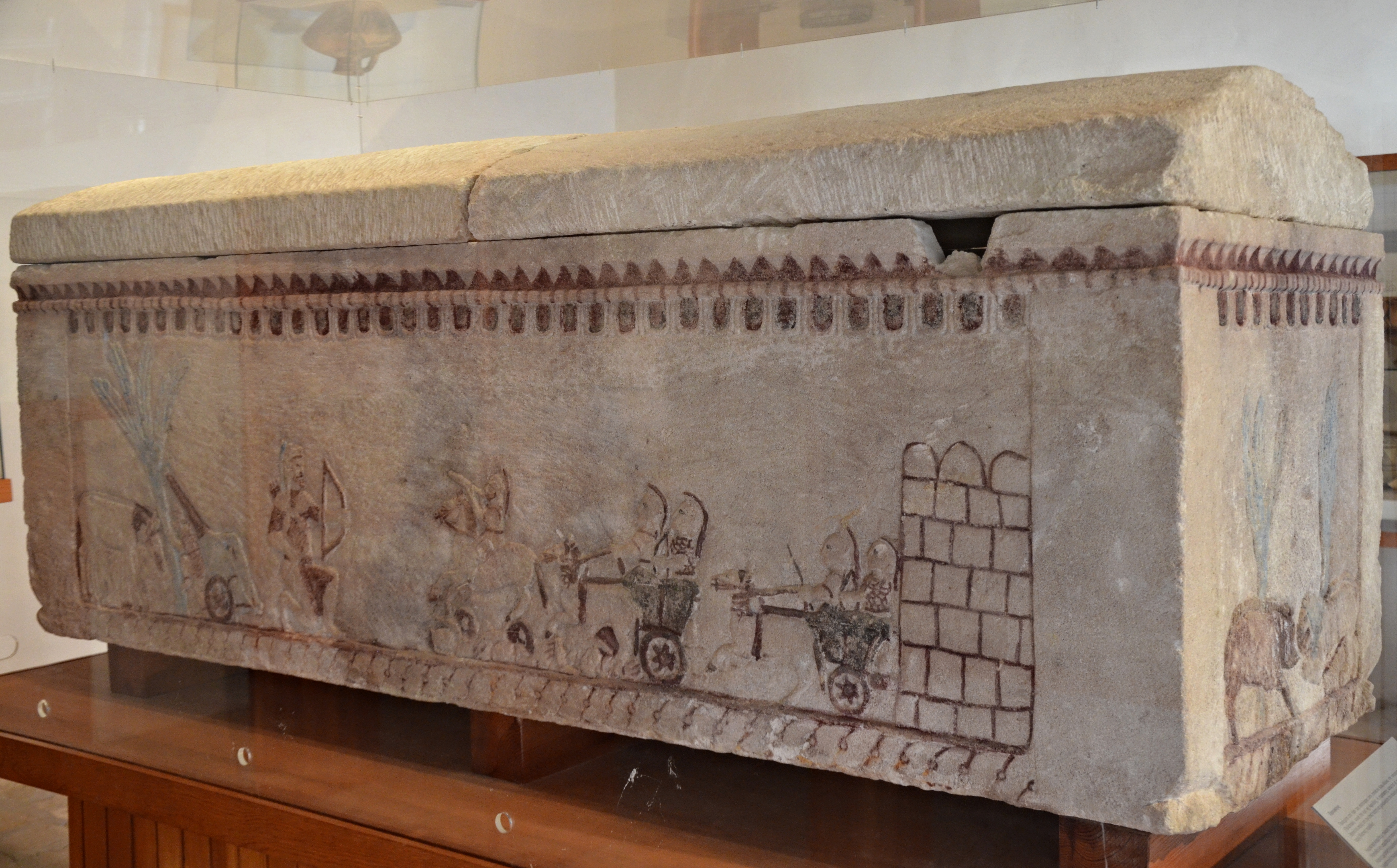
Sarcófago del siglo V a. C., con pinturas de escenas homéricas.
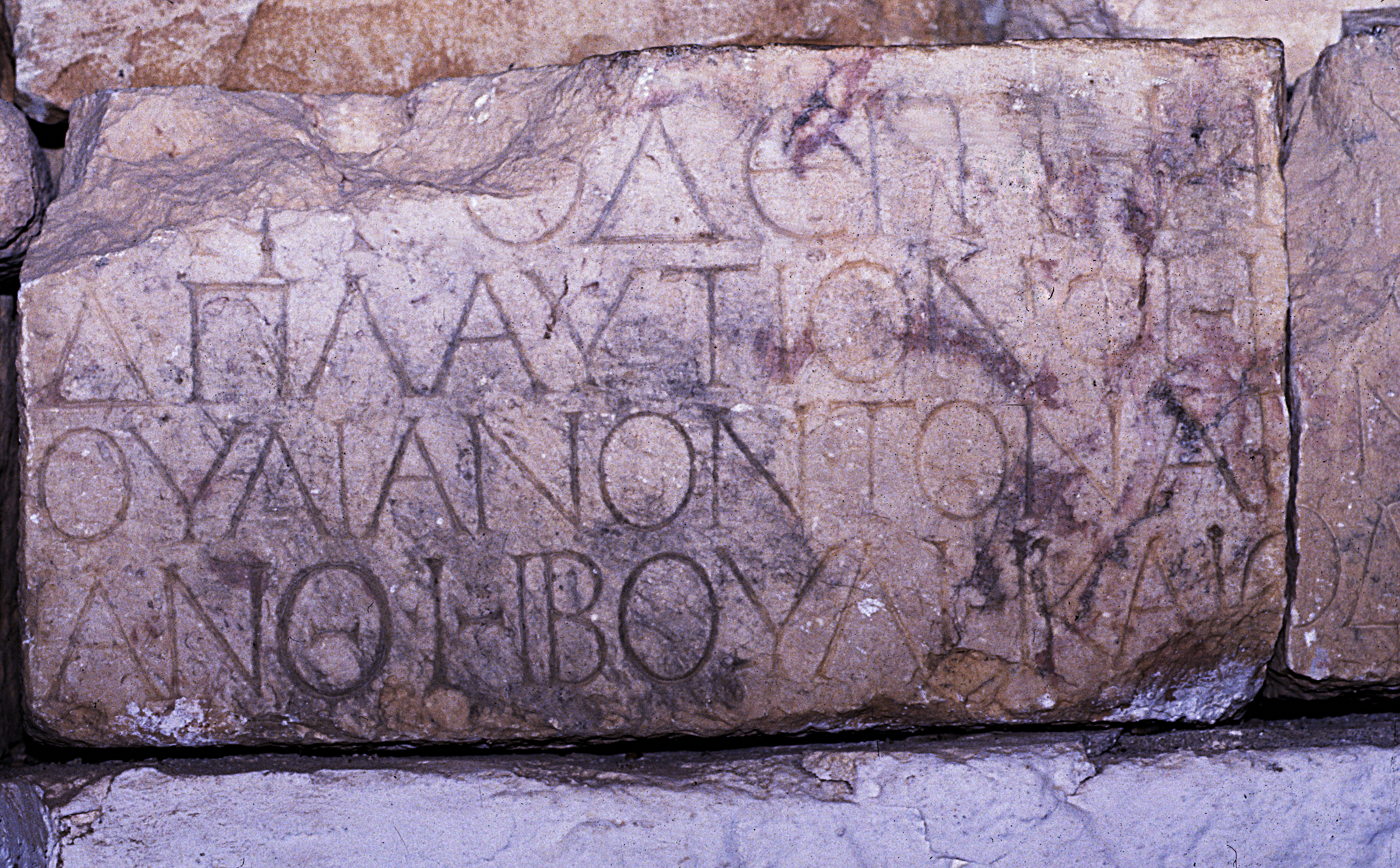
Inscripción del santuario de Afrodita